# MiSide -ミサイド-
『MiSide -ミサイド-』は、ロシアの2人組のゲームクリエイターであるAIHASTOが制作し、2024年12月11日に公開されたホラーアドベンチャーゲーム。

## 背景
2人組のインディーゲームクリエイターとして活動しているAIHASTOは、ホラーゲームの開発を構想していたが、そこに日本のアニメに基づく美少女の要素を加えることにした。また、『たまごっち』をゲームの着想の足掛かりの一つにした。2023年8月にデモ版が公開され、2024年12月11日に製品版が公開された。

## 特徴
プレイヤーはヒロインの「ミタ」と交流しながらゲームを進めていく。ミタの声は花岩香奈が担当している。シナリオは恋愛シミュレーションの要素を持ちながら、ホラーゲームとして展開し、ヤンデレが要素の一つとして取り入れられている。

## 登場人物
プレイヤー
『MiSide』のプレイヤーで、主人公。見た目は普通の青年。
ミタ
声 - 花岩香奈
本作のヒロイン。赤い服を着た美少女で、清楚な雰囲気を漂わせている。

## 反応
本作は発売2週間後にはSteamにおいて3万件以上のレビューを集め、98%の「圧倒的に好評」の評価を得た。